# Canthidium darwini
Canthidium (Eucanthidium) darwini – gatunek chrząszcza z rodziny poświętnikowatych i podrodziny Scarabaeinae.

## Taksonomia
Jego epitet gatunkowy honoruje Karola Darwina.
Jest to jeden ze 170 gatunków rodzaju Canthidium. Sądzi się, że jest grupą siostrzaną dla Canthidium marianelae.

## Morfologia
Owad osiąga długość 4 mm. Szerokość pokryw wynosi natomiast 2,7 mm.
Pokrywa ciała jest ciemna, na głowie zaś zielonkawa, obserwuje się na niej złotawy pobłysk. Pokrywy charakteryzują się z kolei pobłyskiem czerwonawym, jak również złotym. Głowę zdobi V-kształtne wcięcie oraz 3 guzki o kształcie stożka.

## Występowanie
Występuje w Ameryce Centralnej, a dokładniej w Panamie i Kostaryce. Odkryto go w Parku Narodowym La Amistad.
Jego siedlisko stanowią tropikalne wilgotne lasy górskie. Chrząszcz żyje na wysokości około 1000 m n.p.m.

## Behawior
Owad prawdopodobnie pożywia się na łajnie małych ssaków. Tego samego materiału używa do konstruowania gniazd.